# Hans van Bentem
Hans van Bentem (Den Haag, 14 juni 1965) is een beeldend kunstenaar en kunstschilder van hedendaagse kunst.

## Biografie
Hans van Bentem volgde de opleiding monumentale vormgeving aan de Koninklijke Academie van Beeldende Kunsten in zijn geboorteplaats Den Haag, waar hij in 1988 afstudeerde. In het begin schilderde Van Bentem vooral. Hij liet zich inspireren door de punk en keerde zich af van de maatschappij. In diverse plaatsen in Nederland in openbare ruimten staan werken van hem.
Vervolgens ging hij zich ook bekwamen in andere materialen, zoals kristal, hout, porselein, keramiek en brons, waar hij beelden en installaties van maakte.

## Werken

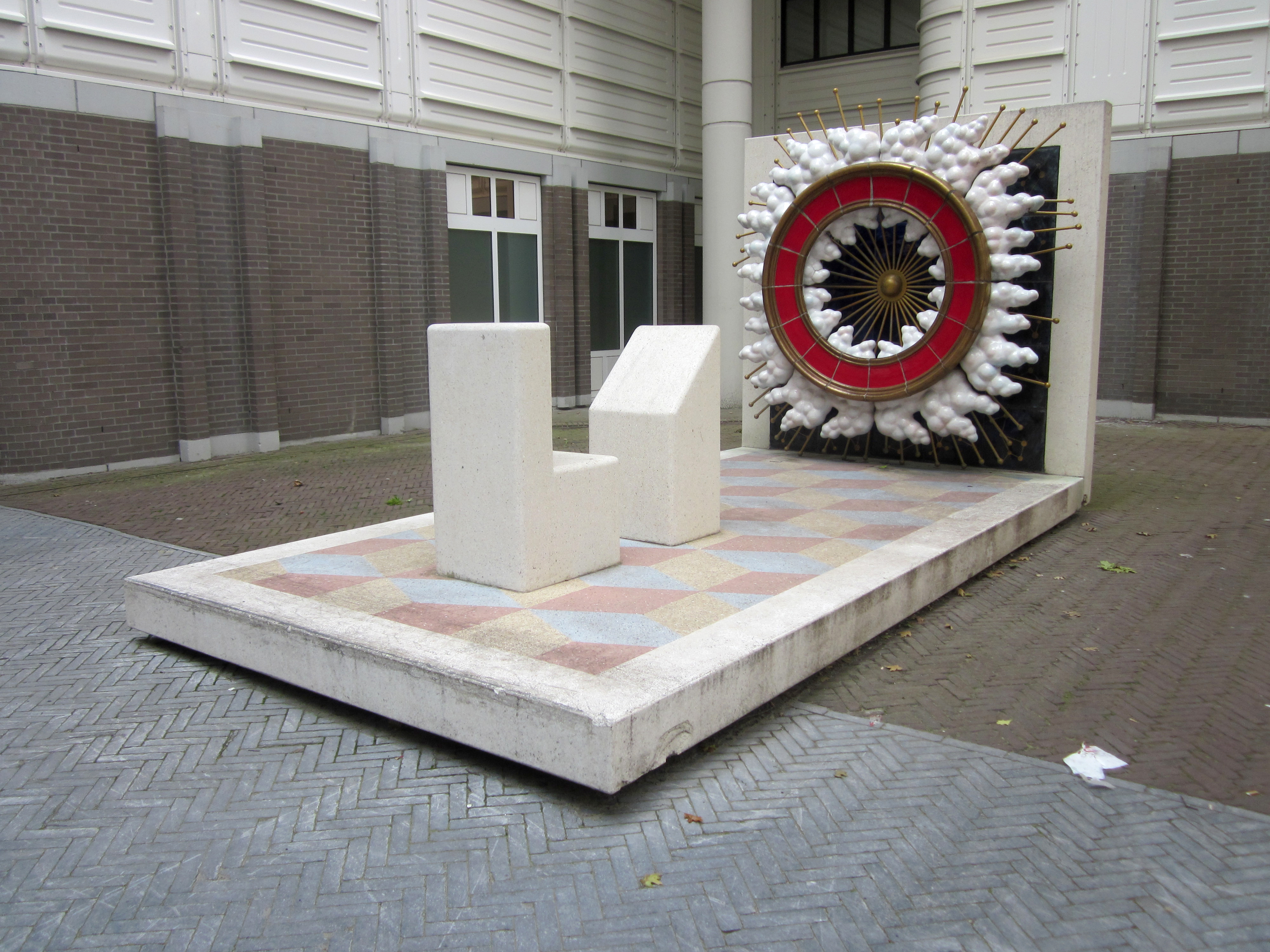
Room (1999) bij de Koninklijke Bibliotheek, Den Haag

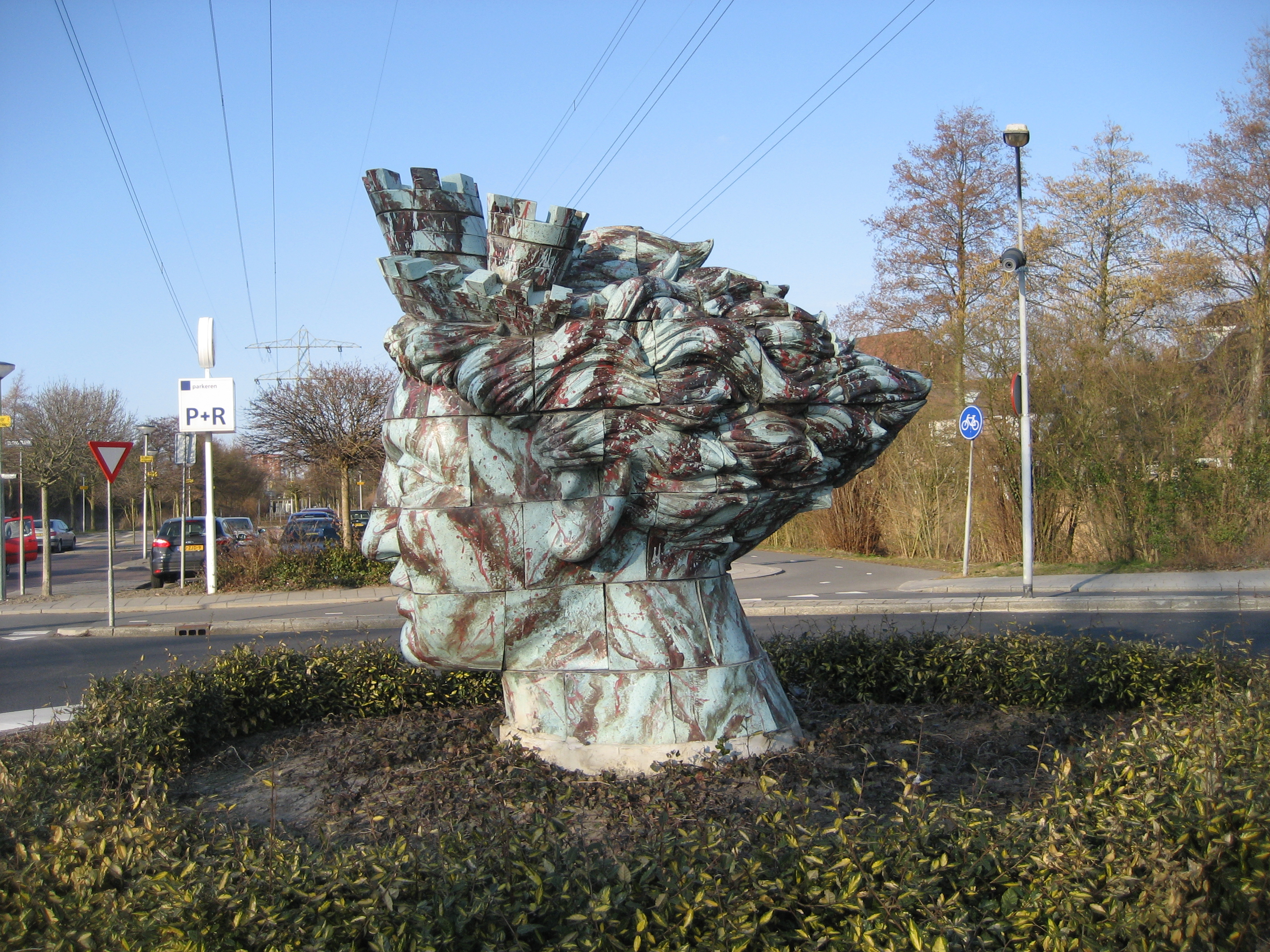
Sibylle (2011), Voorschoten bij Station De Vink

- Clash of the Titans (1991), in het Provinciehuis, Den Haag
- Hond met vaas (1996), Pijnacker
- Monument (1997), Haagse Hogeschool[1]
- Firebird (1997) voor een politiebureau in Almere
- Paradise Lost (1997) in een zwembad in Nieuwegein
- Room (1999) bij de Koninklijke Bibliotheek in Den Haag. Dit werk is geïnspireerd op De Heilige Hiëronymus in zijn studeervertrek (en)  van Antonello da Messina (ca. 1475)[1]
- Scherven brengen geluk (2000, 14 keramische panelen onder viaduct), Groningen
- Guard (2005), Westblaak, in Rotterdam
- Sibylle (2011) bij Station De Vink, Voorschoten
- The Gobelin Room (2012)
- Crystal growth (2013) Eerste Constantijn Huygensstraat, Amsterdam
- 15 kroonluchters voor museum Escher in Het Paleis, Den Haag[2]
- Kroonluchters binnen Amsterdam Oersoep van Arno Coenen en Iris Roskam in de Beurspassage, Amsterdam

## Tentoonstellingen (selectie)

### Solotentoonstellingen
- 2010: People, Passions, Places... - De KetelFactory, Schiedam
- 2012: Keep on Dreaming van 2 juni 2012 t/m 11 november 2012 in het Gemeentemuseum Den Haag in Den Haag[3]

### Groepstentoonstellingen
- 1995: Weather Report - Cemeti Art House, Yogyakarta
- 2001: Floating Time 2001 - Garden of Earthly Delights - Stedelijk Museum 's-Hertogenbosch, 's-Hertogenbosch
- 2004: Body Talk – Museum Beelden aan Zee, Scheveningen
- 2005: Magazijn van de Verbeelding - Kind en Kunst V – Museum Het Valkhof, Nijmegen
- 2007: Theatre of obsessions - RONMANDOS - Amsterdam, Amsterdam en Whisper in the West - ArtKitchen Gallery, Amsterdam
- 2008: collectie 2008 – Landgoed Anningahof, Zwolle en Spiegels voor de Ziel - Grote Kerk, Veere
- 2009: The Monkey Pond, Screaming in a Bucket & Other Stories - C-Space, Beijing en Nothing is real - ArtKitchen Gallery, Amsterdam (met Adriaan Rees)
- 2010: Hell awaits - Autocenter, Berlijn
- 2012: De wereld van de glasblazer – Kunstfort Asperen in Acquoy[4]

## Galerie
- Flatland Gallery, Utrecht, Amsterdam, Parijs
- ArtKitchen Gallery, Amsterdam
- Galerie de Roos van Tudor, Leeuwarden
- Landgoed Anningahof, Zwolle

## Musea
Werken van Hans van Bentem zijn onder meer te zien in het:
- Museum Jan van der Togt in Amstelveen
- Kunstmuseum Den Haag in Den Haag
- Escher in Het Paleis in Den Haag

## Enkele kunstwerken

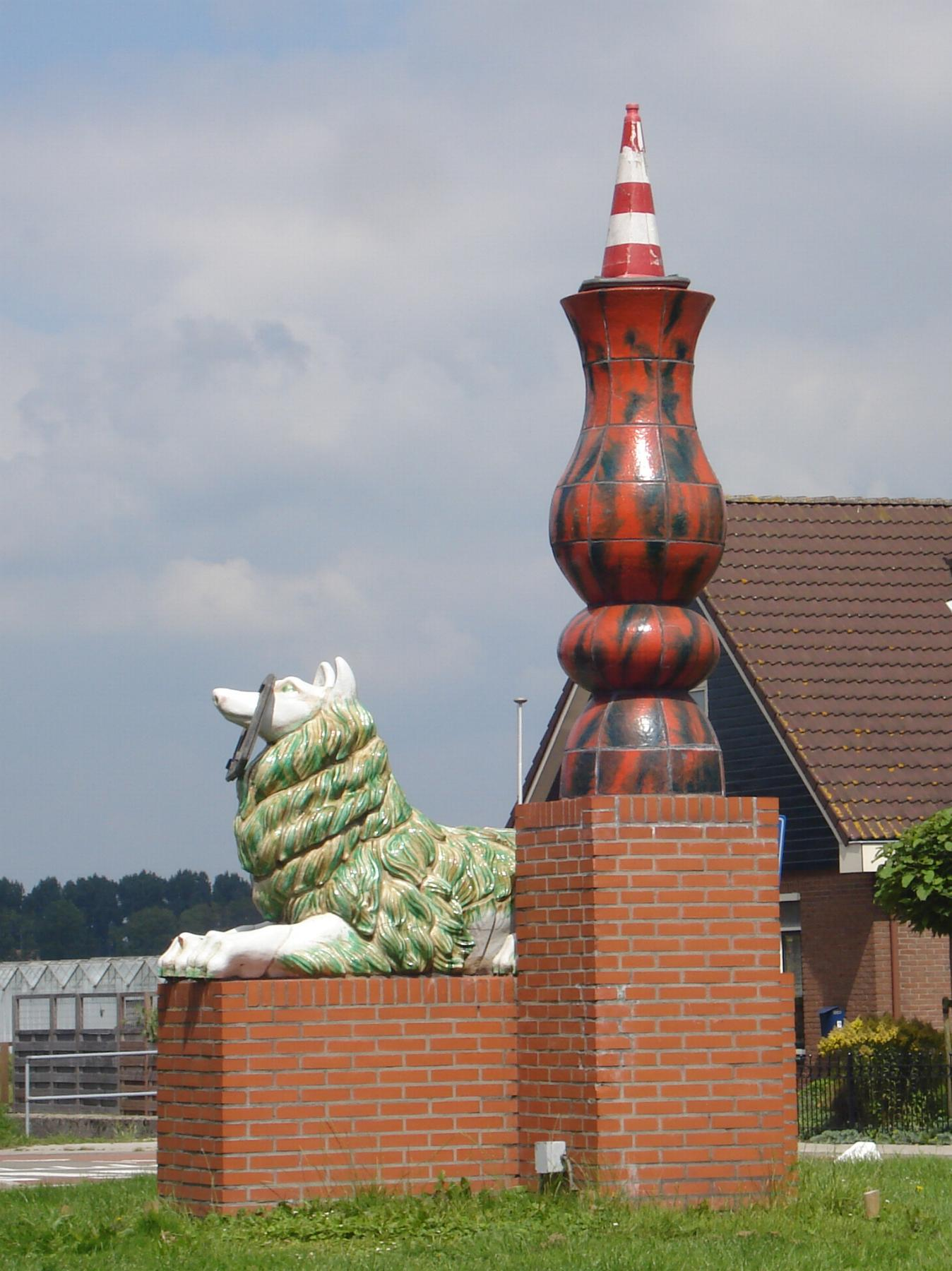
Hond met vaas (1996), Pijnacker
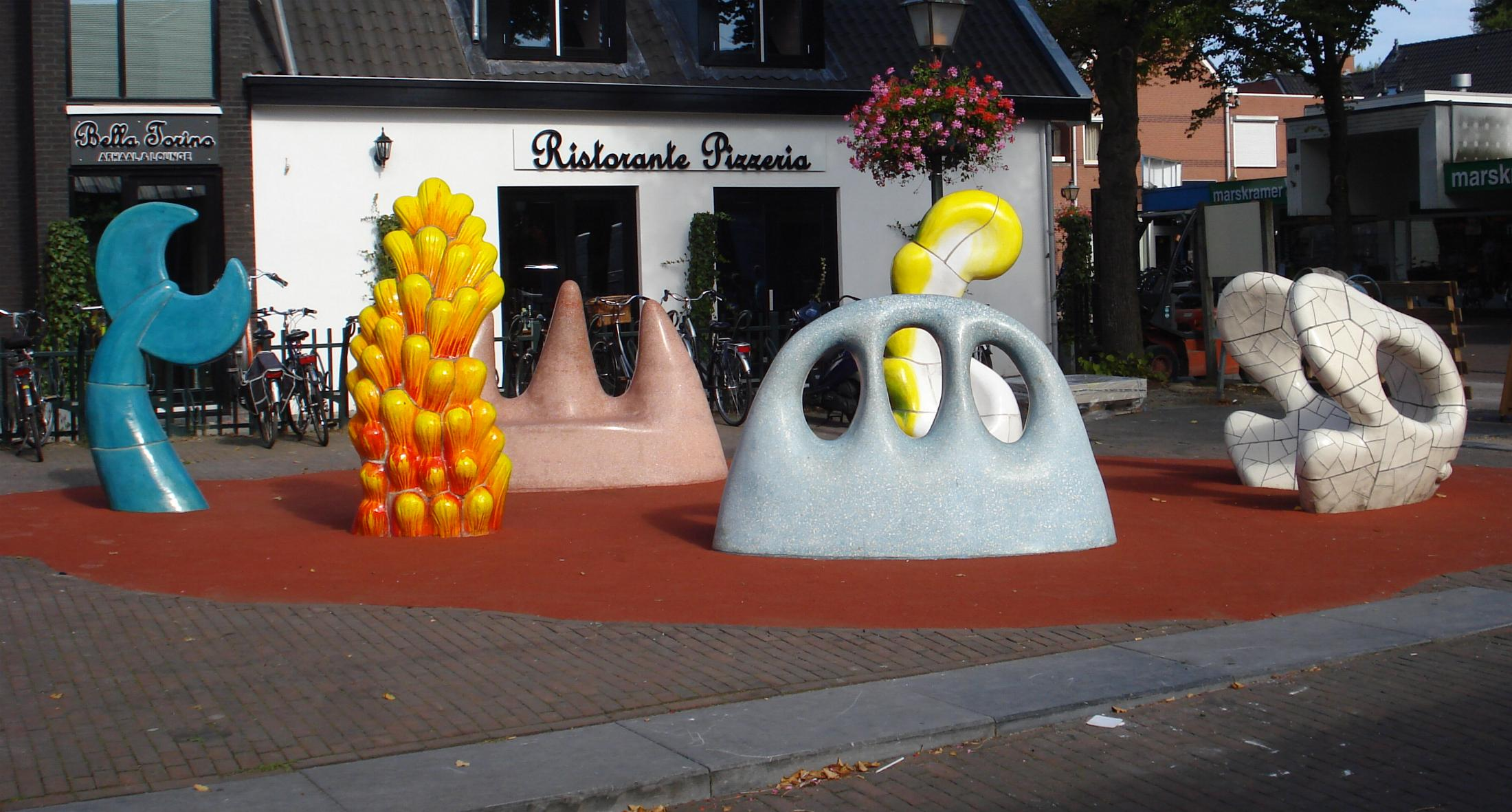
Speelvis (2008), Dorpsstraat, Zoetermeer
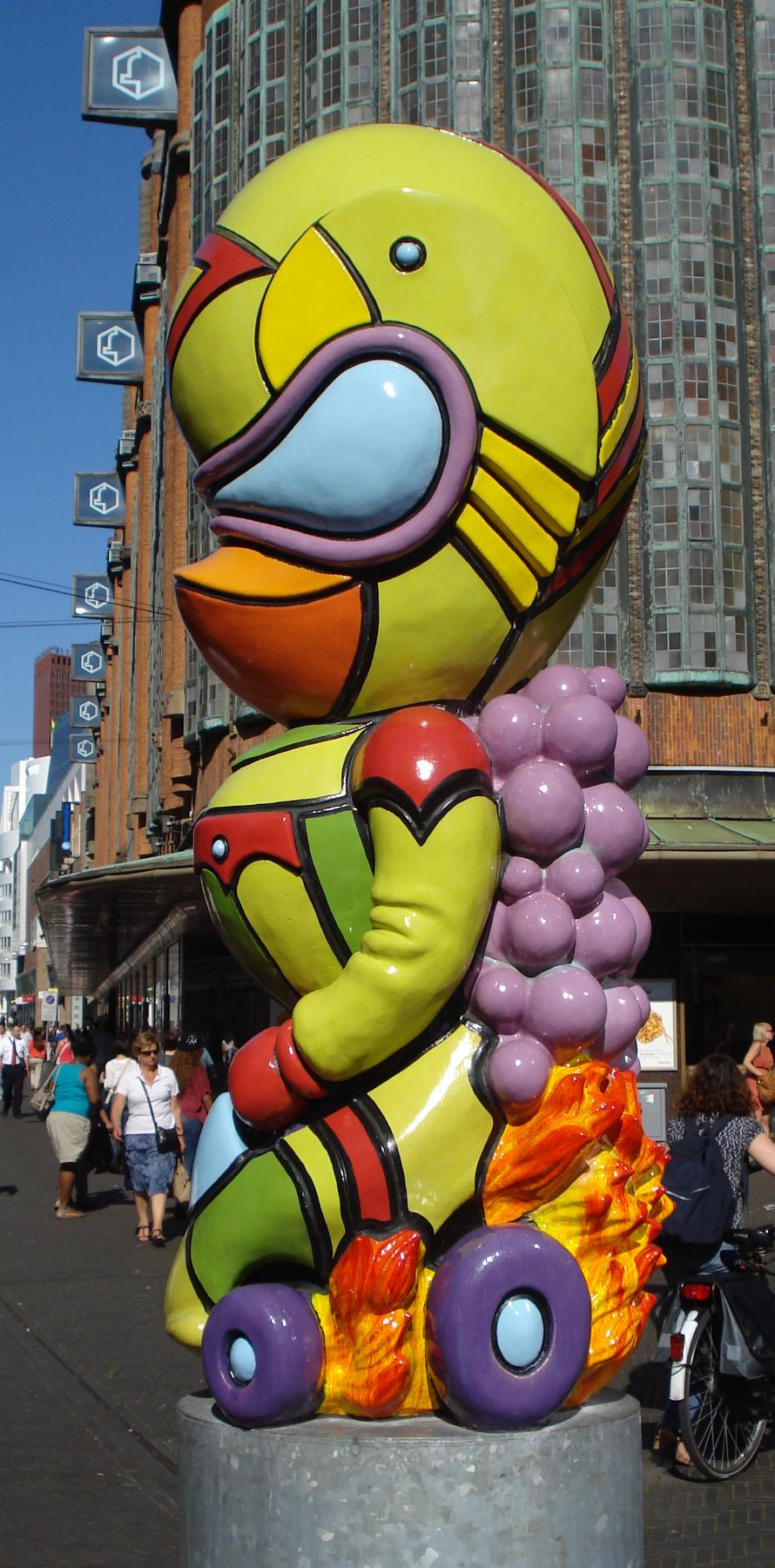
Space Duck Racer (2011), Den Haag
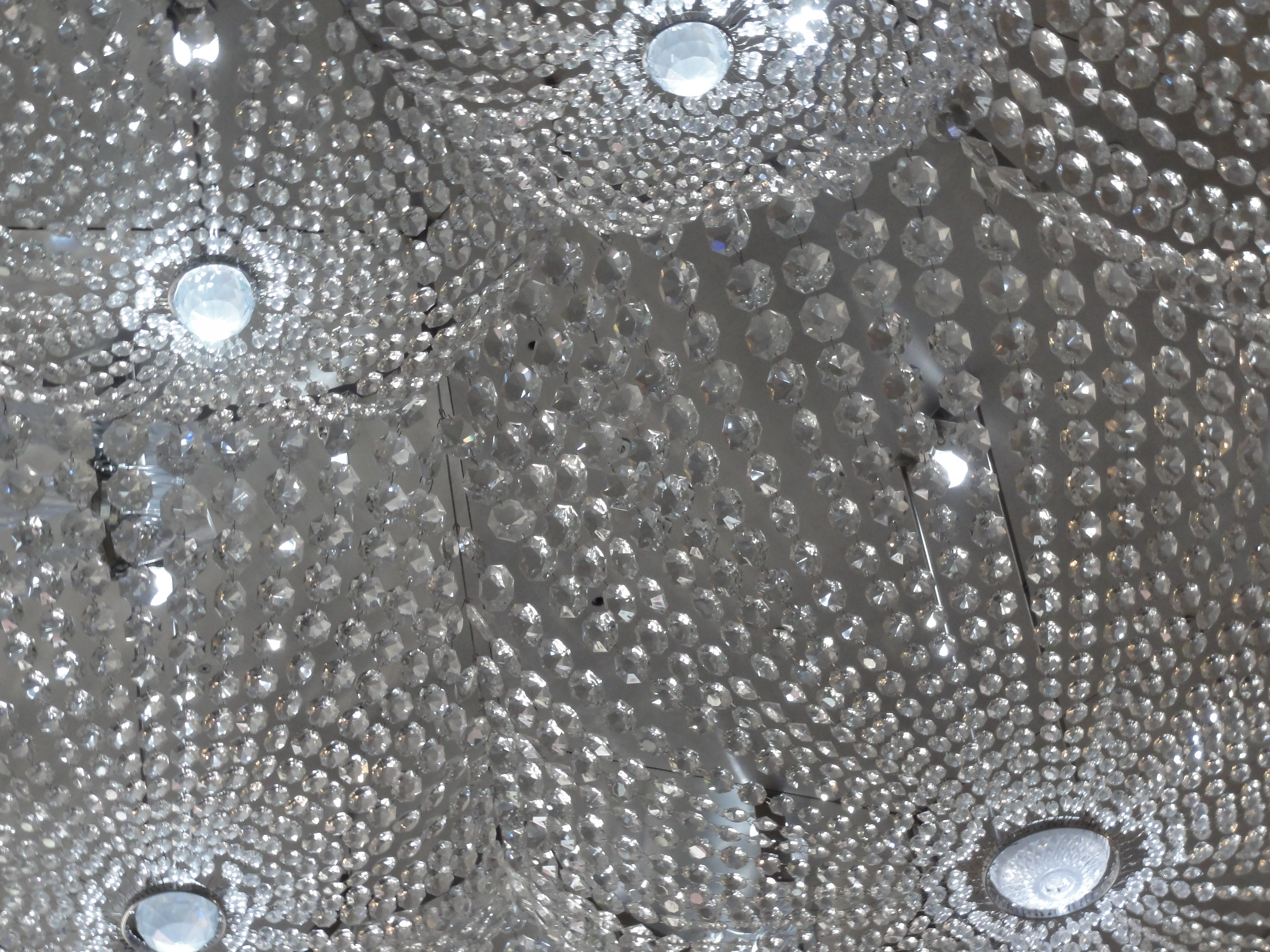
Hemellichamen Escher in Het Paleis
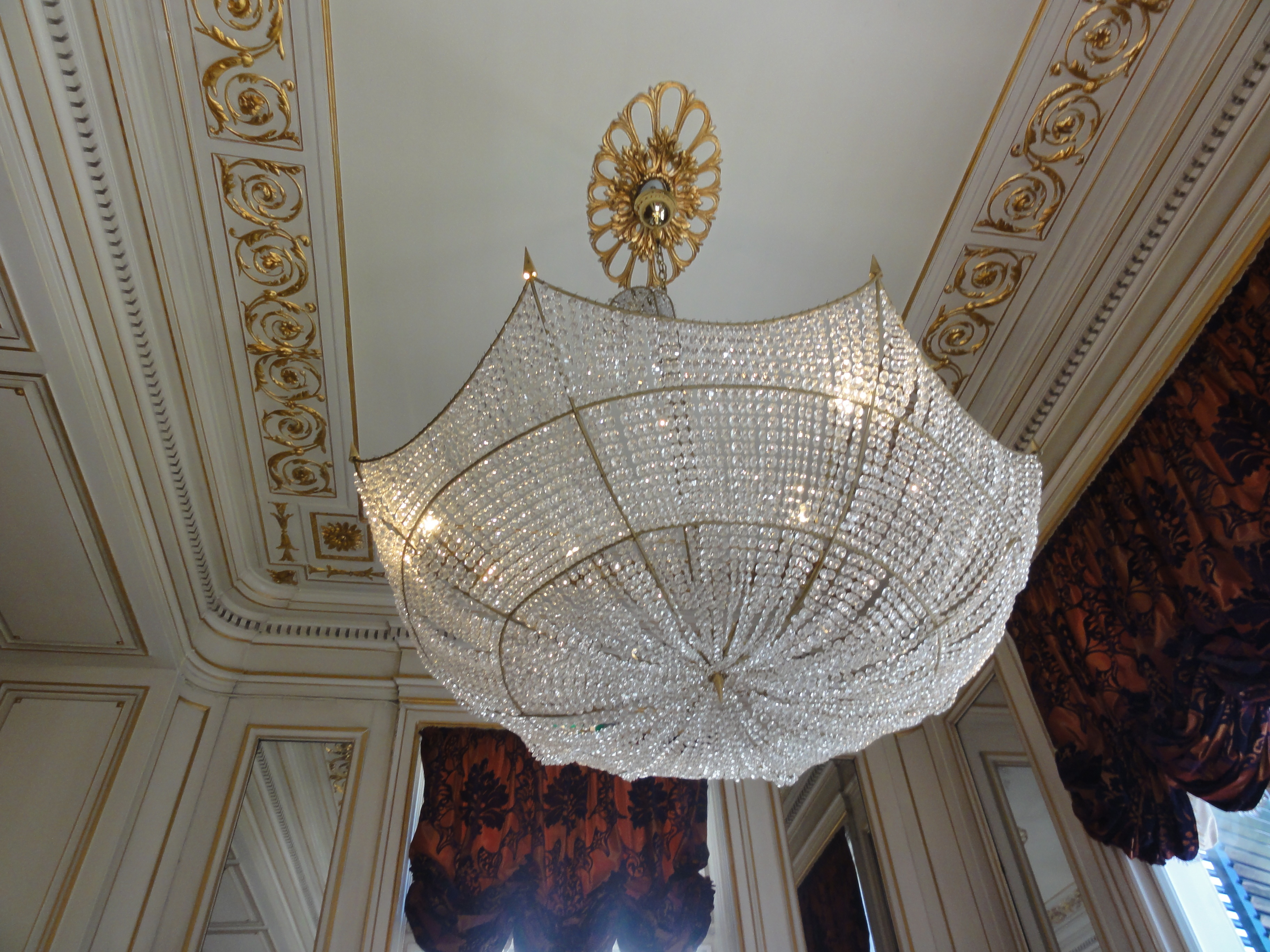
Paraplu Escher in Het Paleis
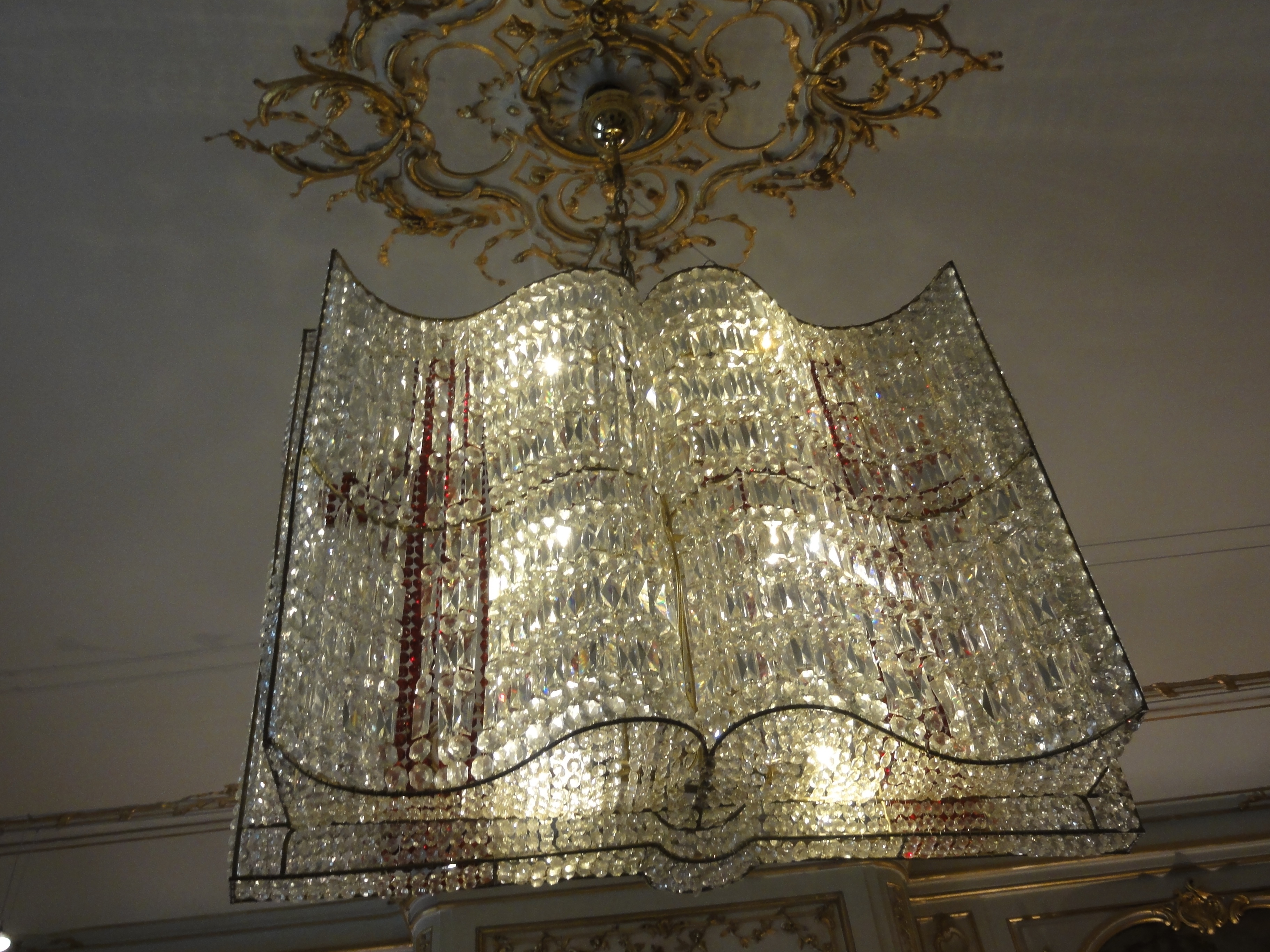
Boek Escher in Het Paleis